# Аризона-Мару
Аризона-Мару (Arizona Maru) — транспортне судно, яке під час Другої світової війни взяло участь в операціях японських збройних сил на Філіппінах, у Індонезії та на Соломонових островах.

## Передвоєнна історія
Судно спорудили в 1920 році на верфі Mitsubishi Dockyard & Engineering Works у Нагасакі на замовлення компанії Osaka Shosen Kaisha, яка призначила його для використання на своїй лінії до Північної Америки (Сіетл, Ванкувер). У другій половині 1930-х Аризона-Мару залучили до роботи в іншому напрямку, де воно відвідувало Гонконг, Манілу, Сінгапур, Пенанг (Малайя), Коломбо, Момбасу (Кенія), Занзібар та Дар-ес-Салам (Танзанія), Бейру та Лоренсо-Маркес (Мозамбік), Дурбан, Порт-Елізабет, Кейптаун (всі Південна Африка), Буенос-Айрес, Монтевідео, Ріо-де-Жанейро.
З початком у 1937-му Другої японо-китайської війни судно реквізували для потреб Імперської армії Японії та перетворили на госпітальне, проте вже того ж року повернули власнику.
У липні 1941-го, після введення японських військ до французького Індокитаю Аризона-Мару взялося обслуговувати лінії до Хайфону.
У жовтні 1941-го Аризона-Мару пройшло модернізацію в судно протиповітряної оборони. При цьому воно отримало зенітне озброєння з шести 75-мм гармат Type 88 та десяти 25-мм гармат. Втім, його офіційно реквізували для потреб Імперської армії лише 26 листопада. Тієї ж доби Аризона-Мару прийняло на борт 1300 вояків 2-го формозького піхотного полку (48-ма піхотна дивізія).

## Вторгнення на Філіппіни
Ще до висадки основних сил у затоці Лінгайєн японці організували кілька малих десантів на острови в Лусонській протоці та північне завершення острова Лусон. Зокрема, 7 грудня Аризона-Мару та ще 4 судна вийшли з Мако (важлива база японського ВМФ на Пескадорських островах у південній частині Тайванської протоки) та вранці 10 грудня здійснили висадку в Апаррі (Лусон). При цьому Аризона-Мару мало проблеми з висадкою в умовах бурхливого моря (водночас атака американської авіації призвела до втрати тральщика W-19).
Вже незабаром Аризона-Мару повернулось до Мако, звідки 18 грудня попрямувало до затоки Лінгаєн на острові Лусон. Цього разу воно належало до другого ешелону (28 суден) потужного транспортного угруповання, що перевозило на Філіппіни головну армію вторгнення. 22 грудня ешелон досягнув затоки та почав висадку військ.
Згодом судно відвідало тайванський порт Такао (наразі Гаосюн), а 1 лютого 1942-го перебувало біля Сан-Фернандо-Пойнт на вході до затоки Лінгаєн. У якийсь момент з Аризона-Мару побачили перископ, а потім розгледіли й торпеду. Встановлені на судні зенітні гармати відкрили вогонь, намагаючись поцілити останню, при цьому один зі снарядів вибухнув передчасно та завдав поранення десятьом членам екіпажу, які перебували на містку. У підсумку торпеда поцілила Аризона-Мару, проте не здетонувала. Атаку провів підводний човен USS Seadragon.

## Вторгнення на Яву
19 лютого 1942-го Аризона-Мару та ще 38 транспортів полишили якірну стоянку Голо (поблизу однойменного острова в архіпелазі Сулу), маючи на борту 48-му піхотну дивізію. Під час переходу до конвою приєднались ще 6 транспортів, але два судна відділились.
27 лютого з'єднання бойових кораблів виграло битву в Яванському морі й у перші години 1 березня транспортні судна розпочали висадку військ на сході острова Ява біля Крагану.

## Планована участь у вторгненні на Нову Каледонію
6 червня 1942-го Аризона-Мару разом зі ще 5 суднами полишили затоку на острові Кюсю та попрямували до Палау (важлива японська база на заході Каролінських островів), куди прибули 13 червня. Звідси вони мали рушити в архіпелаг Бісмарка до Рабаулу (головна передова база японців у цьому секторі фронту), базуючись на який планувалося здійснити вторгнення на Нову Каледонію. Втім, катастрофічна поразка в битві при Мідвеї призвела до скасування цієї операції.

## Конвой до Рабаулу
На початку серпня 1942-го союзники почали операцію захоплення Гуадалканалу (Соломонові острови), що змусило японське командування перекидати сюди підкріплення. 25 серпня 1942-го Аризона-Мару полишило японський порт Уджина, 2—4 вересня прийняло війська в корейському Пусані та вирушило назад до Японії. 6 вересня Аризона-Мару вийшло з Уджини, відвідало Такао та Манілу й у підсумку прибуло до Рабаулу. Дата останньої події точно не відома, за різними даними, це сталося 23 вересня, 2 жовтня або в середині жовтня.

## Участь у битві за Гуадалканал
На початку листопада Аризона-Мару залучили до наймасштабнішої операції з доставки підкріплень на Гуадалканал, і 6 листопада судно разом зі ще 8 транспортами вирушило з Рабаулу під охороною різноманітних ескортних кораблів — торпедного човна Хійодорі, мінного загороджувача Ширатака, тральщика W-15 та мисливця за підводними човнами CH-16. Вранці 8 листопада цей конвой прибув на якірну стоянку Шортленд — прикриту групою невеликих островів Шортленд акваторію біля південного завершення острова Бугенвіль, де зазвичай відстоювались легкі бойові кораблі та перевалювались вантажі для відправлення їх далі на схід Соломонових островів.
12 листопада судна з військами полишили Шортленд, проте невдовзі повернулися на тлі повідомлень про жорстоку битву надводних кораблів біля району висадки. У другій половині дня 13 листопада 11 транспортів, розділених на два ешелони, знову рушили з району Шортленд до Гуадалканалу. Аризона-Мару мало на борту військовослужбовців зі складу 2-ї та 38-ї піхотних дивізій (зокрема, медичний підрозділ 2-ї дивізії) та належало до більш повільного другого ешелону, котрий мав висадити доправлених вояків у Аруліго-Пойнт біля мису Есперанс. Транспорти супроводжували 11 есмінців, а повітряне прикриття надавали літаки базової авіації та гідролітаки з бази у Шортленді.
Судна завершували прохід між островами Нова Джорджія та Санта-Ісабель і наближались до Гуадалканалу, коли невдовзі після опівдня 14 листопада почались потужні удари американської авіації. Спершу пікіруючі бомбардувальники та торпедоносці потопили два та пошкодили один транспорт першого ешелону, а невдовзі по тому ціллю для атак став і другий ешелон. Під час одного з нальотів пікіруючі бомбардувальники влучили у Аризона-Мару. Судно покинули, при цьому есмінець Макінамі зміг врятувати 1020 осіб.
Можливо також відзначити, що за підсумками операції японці втратили всі 11 транспортів, хоча частину бійців і вдалось висадити на Гуадалканалі (так само загинули і обидва залучені лінійні кораблі).